# Znamienskoje (obwód kurski)
Znamienskoje (ros. Знаменское) – wieś (ros. село, trb. sieło) w zachodniej Rosji, w sielsowiecie szczegolańskim rejonu biełowskiego w obwodzie kurskim.

## Geografia
Miejscowość położona jest nad rzeką Bielica, 2 km od centrum administracyjnego sielsowietu szczegolańskiego (Szczegolоk), 17 km od centrum administracyjnego rejonu (Biełaja), 70,5 km od Kurska.
W granicach miejscowości znajdują się 52 posesje.

## Demografia
W 2010 r. miejscowość zamieszkiwało 89 osób.